# Byrsonima crassifolia

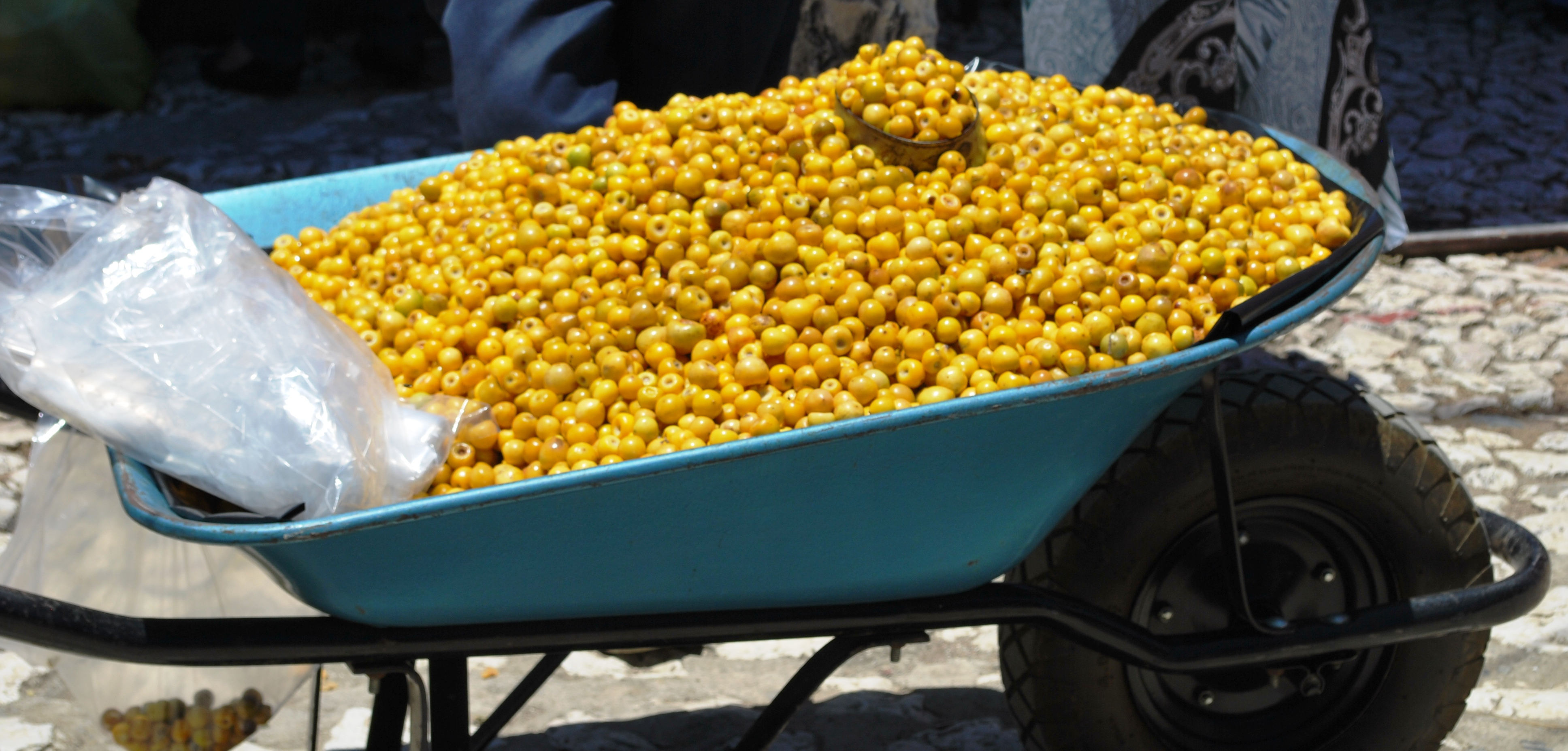
Byrsonima crassifolia.

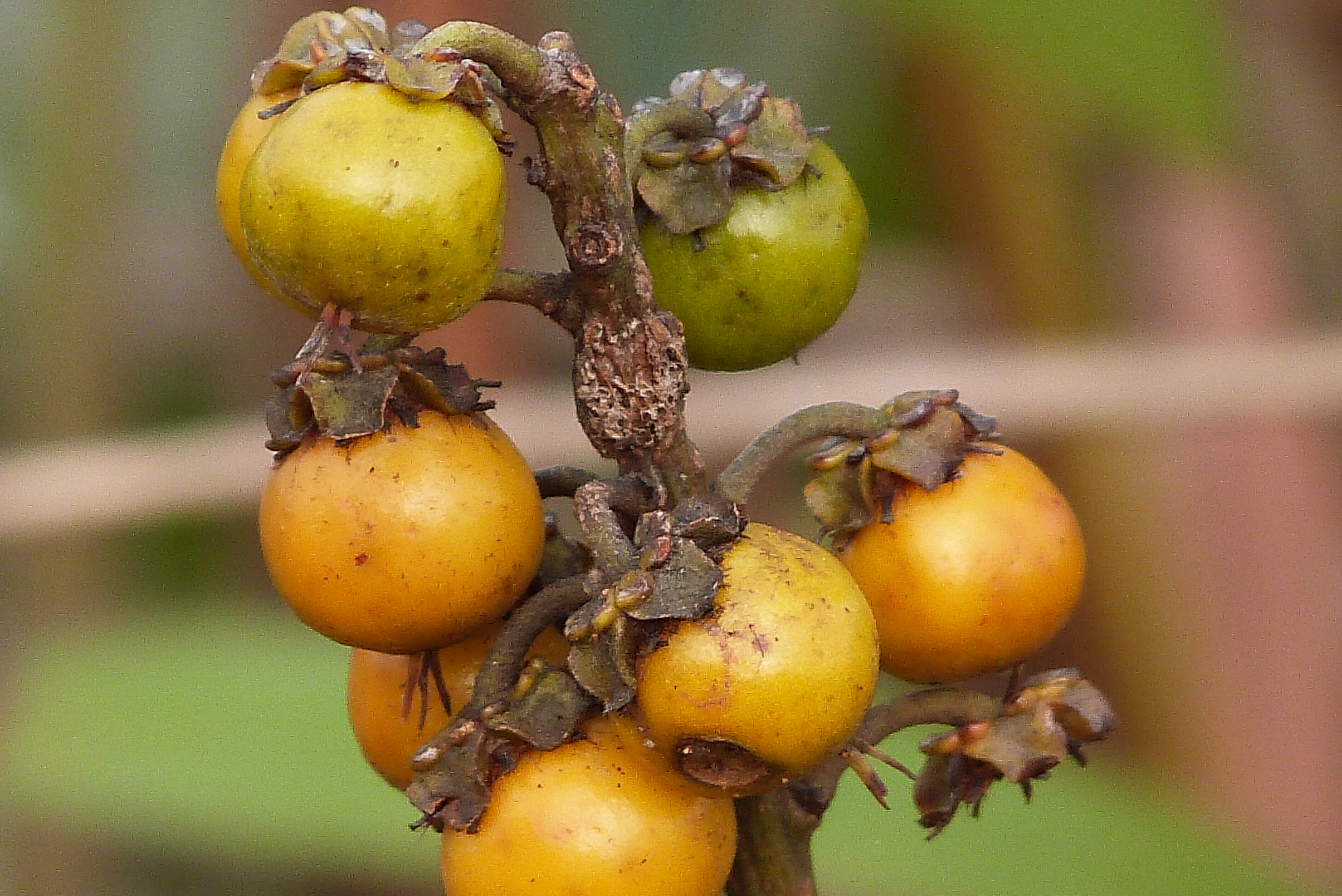
Byrsonima crassifolia (fruto)

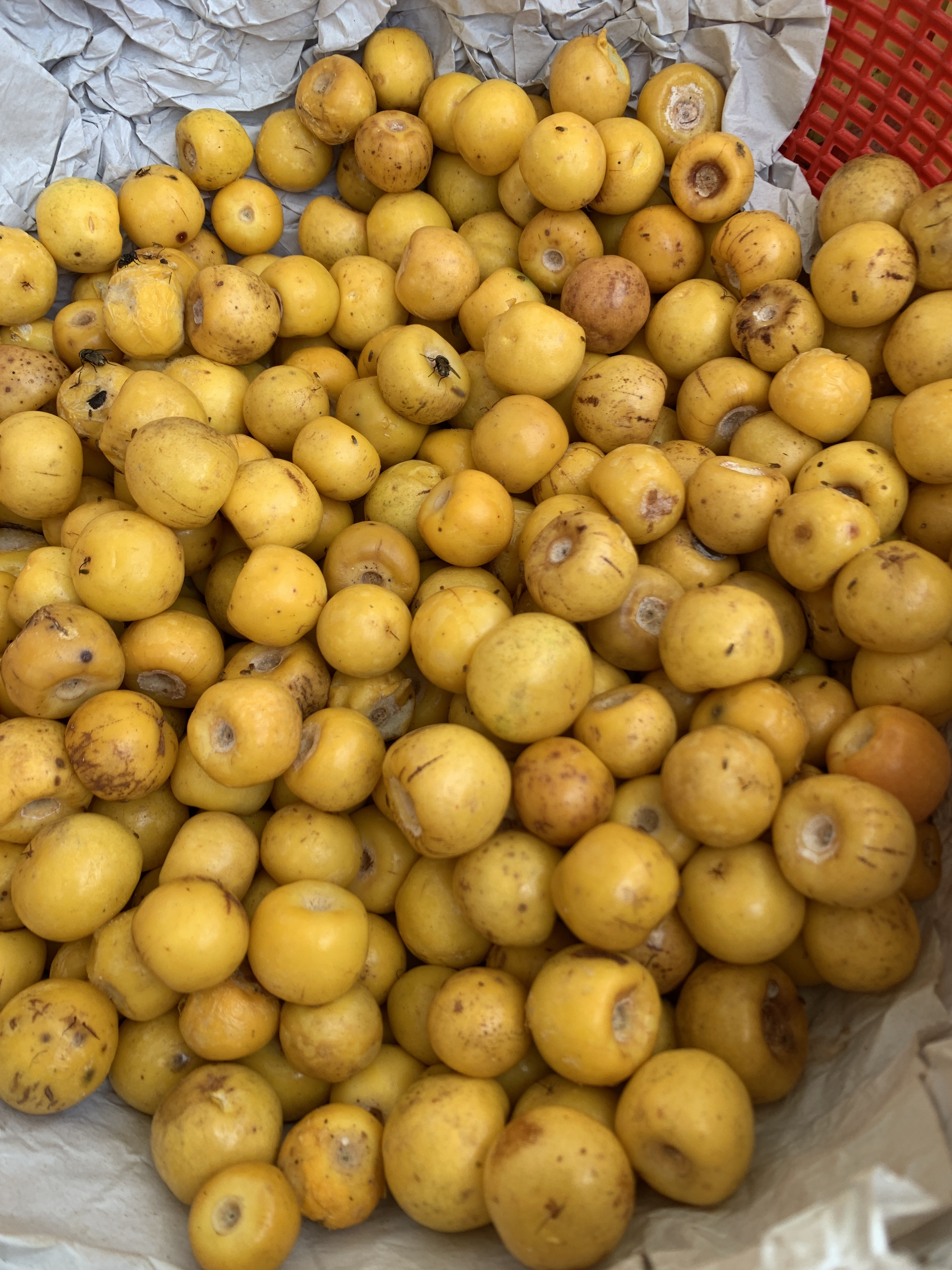
Byrsonima crassifolia

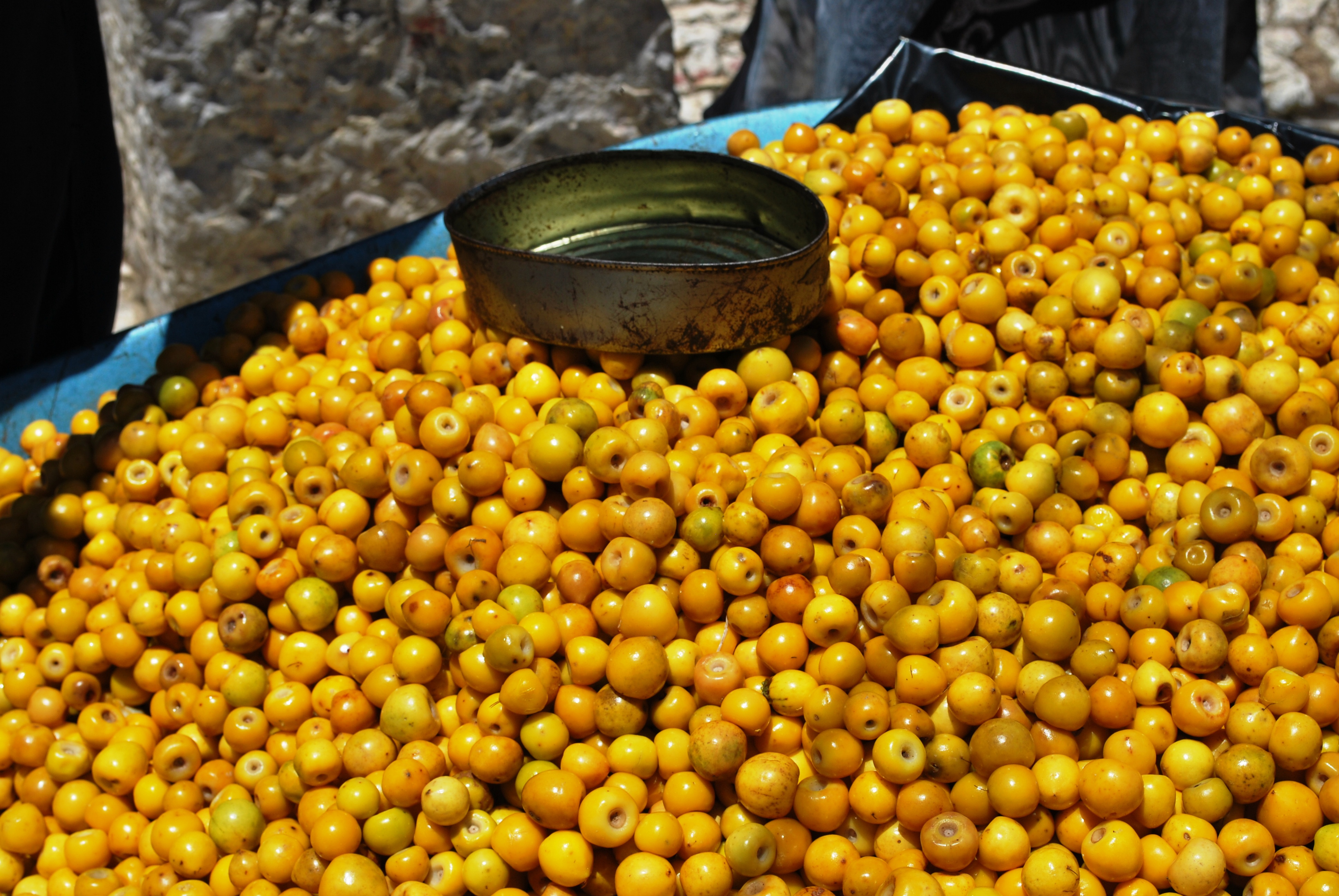
Byrsonima crassifolia

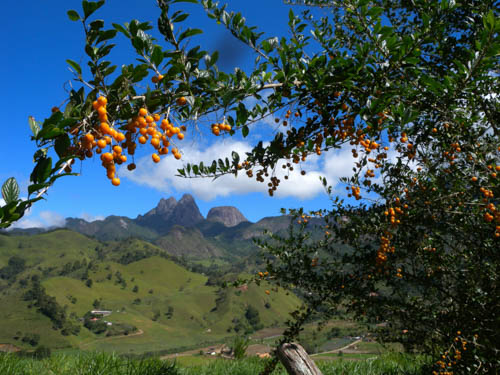
Byrsonima crassifolia

La changunga, murisí, nanche, nancite o nance es el fruto pulposo de la especie Byrsonima crassifolia, de color amarillo al rojo en su maduración, con fuerte aroma, un poco más pequeño que una aceituna, con una semilla dura y redonda.

## Nombre y etimología
Proviene de la palabra náhuatl nan-tzin, nombre de la diosa Tonantzin o Cihuacoatl. Derivó a nanchi y luego a nanche. Significa 'madre'.

## Clasificación y descripción

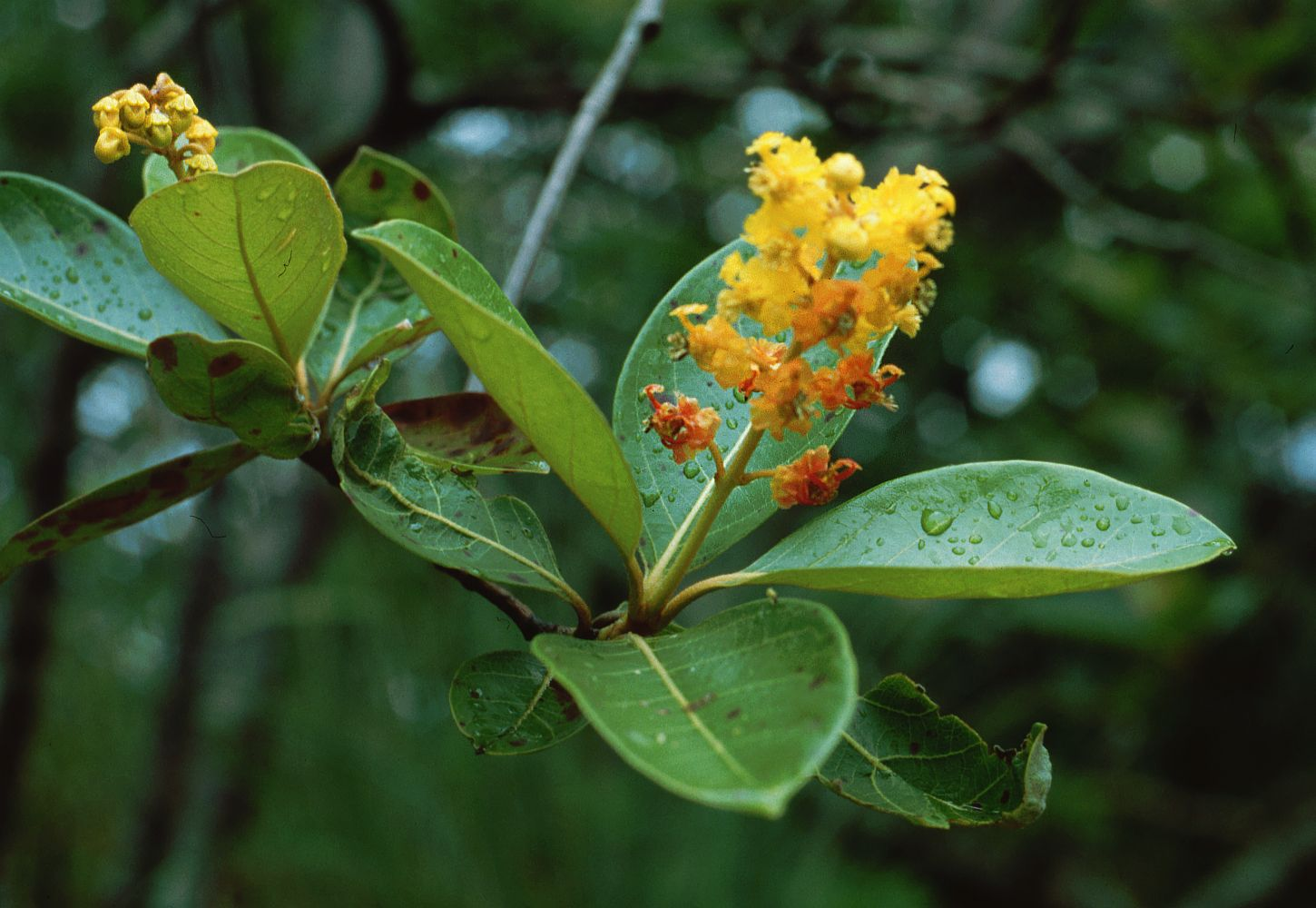
Inflorescencia

Es un árbol pequeño y torcido o arbustivo perennifolio, caducifolio en bosques secos, entre 3 a 15 m de altura con un diámetro a la altura del pecho de 30 cm. Su copa es amplia, abierta e irregular. Presenta hojas alargadas, dispuestas en cruz, simples, en forma de láminas de 5 a 15 cm de largo por 2 a 7.5 cm de ancho, elípticas con el margen entero; son de color verde oscuros y casi lisas en el haz, y verde amarillentas grisáceas pubescentes en el envés. El tronco muestra ramas ascendentes y frecuentemente ramificadas desde el suelo. Su corteza externa es escamosa y se desprende en pedazos rectangulares de color gris. La corteza interna es de color crema rosado, cambiando a pardo rosado, fibrosa y amarga. 
Las flores se presentan en racimos o panículas estrechas terminales de 5 a 15 cm de largo, pubescentes; son flores actinomórficas, hermafroditas de color amarillo y se vuelven rojizas al madurar, de 1.5 cm de diámetro; cáliz verde, con 6 a 10 glándulas sésiles; pétalos 5, redondeados. Infrutescencias péndulas de 10 a 15 cm de largo, tipo drupa drupas globosas, de 1.7 a 2 cm de diámetro, amarillentas a ligeramente anaranjadas, con una abundante carne agridulce rodeando a un hueso grande y duro. Las semillas son blancas y están rodeadas por una testa delgada morena. Una semilla por fruto. Sistema radical profundo.
Byrsonima crassifolia se propaga por semillas o por esquejes, cultivado tradicionalmente en varios de los países tropicales de América, aunque la distribución y venta de su fruto tiende a ser restringida al mercado local. El árbol también es utilizado como planta de ornato, en países de clima cálido fuera de América Latina.

## Distribución
Presenta amplia distribución en toda la América tropical. 
Se localiza en todo Centroamérica y en Sudamérica hasta Paraguay. Es un árbol muy común en la sabana venezolana y en áreas costeras del noreste de Brasil. También se cultiva en el sur de California y México es uno de los principales productores de este fruto, específicamente en el estado de Veracruz.

## Ambiente
Tiene gran importancia silvícola y ecológica. La especie restaura la capacidad regenerativa del bosque ya que crece a pleno sol y produce fruto rápidamente después de haber sido plantada. Esto atrae a animales que contribuyen a la dispersión de semillas. Se encuentra en altitudes de 50 a 1700 m. Es una especie primaria o secundaria muy frecuente que compone el estrato arbóreo de pastizales o las llamadas “selvas sabaneras”.
Habita en lugares con climas cálidos, semicálidos y templados. Crece y se desarrolla bien en lugares con precipitaciones entre 600 a 3000 mm anuales, con temperaturas promedio de 21 a 28 °C. No tolera temperaturas por debajo del punto de congelación. Prospera en laderas abiertas y pedregosas del bosque tropical caducifolio, así como también en laderas de cerros a menudo formados por rocas metamórficas y terrenos planos. Se le encuentra en suelos bastante degradados. Puede soportar condiciones de drenaje excesivamente rápido o con drenaje deficiente que se inundan en la época húmeda, aunque no tolera las aguas estancadas. Se observa en áreas de cultivo abandonado. Suelos: moreno rocoso, arcilloso, amarillo-arcilloso, lava volcánica, café-pedregoso, calizo profundo-rojizo.
Crece en pastizales; vegetación secundaria derivada de bosques tropicales, en terrenos pedregosos y arenosos. Resiste la sequía y los incendios periódicos de los pastizales.

## Estado de conservación
El changungo puede usarse para cercas vivas y se ha usado exitosamente para restaurar la productividad agrícola en campos en barbecho. El árbol se usa para restaurar áreas degradadas y en sistemas agroforestales, por su rápido crecimiento y sus frutos, que atraen a la fauna. En México se encuentran plantaciones mezcladas con Spondia ssp.
Estudios químicos realizados en las sabanas de Venezuela muestran que induce la acumulación de materia orgánica del suelo.

## Consumo alimenticio
La fruta es consumible cuando está madura. Tiene un sabor dulce y un color amarillo intenso, con un resabio amargo. El amargor se acentúa fuertemente en las drupas inmaduras, que también son comestibles.
En Costa Rica se suele comer la fruta, o un licor aromatizado conocido como vino de nance.
En Panamá los frutos se comen crudos o cocidos como postre. En todo el país se prepara cocido en agua con azúcar o raspadura, con fécula de maíz, o con leche de maíz tierno o, incluso, harina, que es conocido como "pesada de nance", siempre acompañado de queso blanco fresco. En algunas regiones a esta preparación se le adiciona leche. El nance también se consume en jugos, refrescos, duros (congelados) y hasta helados e incluso como un dulce preparado con la fruta cocida en agua y azúcar. También su leña es muy apreciada, pues le da un delicioso aroma y sabor a las carnes asadas.
En México se consume y prepara de diversas maneras: crudo, salado, enchilado, almibarado, en helados, paletas congeladas, como agua fresca, nieve raspada e, incluso, curtido con aguardiente conocido como Vino o Licor de changunga o… de Nancite, según el nombre que reciba en cada país. Es uno de los frutos más populares que se fermentan para la elaboración del tepache.
En Nicaragua se suele comer la fruta y el caramelo de nancite es uno de los dulces típicos del país.
En Honduras es muy común comer como fruta, también se procesa haciendo vinos y el famoso nance en guaro, dulces y un delicioso refresco que se ofrece a madres lactantes para incentivar la producción de leche materna.

## Propiedades
El uso medicinal que se da con mayor frecuencia a esta planta es contra la diarrea. Aunque también se indica en otros desórdenes de tipo digestivo como disentería, dolor de estómago, empacho, falta de digestión, bilis y estreñimiento. En el tratamiento de estos padecimientos se emplea la corteza en cocimiento, por vía oral.
Se utiliza en problemas ginecológicos como infecciones de la matriz e inflamación de los ovarios, evita el aborto y facilita el parto, y se aplica en afecciones de la piel, contra la sarna, granos y clavillos. Su cocción combinada con corteza de cedro (sp. n/r) sirve para lavar las heridas.
Otros usos medicinales que se le dan son: afecciones renales, dolor de cintura, resfriado, diabetes, como tónico, para apretar encías, heridas y mordedura de víbora. Se le atribuyen propiedades antipiréticas y astringentes. Su eficacia se debe a la acción astringente del tanino que contiene.

## Historia
En el siglo XVI, Francisco Hernández relata: "el fruto es de naturaleza fría y húmeda, comestible y favorable a los que tienen fiebre". 
No vuelve a aparecer más información hasta el siglo XX cuando Maximino Martínez la refiere como: acaricida, antiblenorrágica, antidiarreica, antitumoral, aperitiva, astringente, atonía intestinal, catártica, eupéptica, galactógena, para las metrorragias y tónico.

## Nombres comunes
Changunga, nanci, nance, indano, nanche, nance blanco, nancite, nancito, chaparro, chaparro de chinche, chaparro de sabana, chaparro peralejo, chaparro manteco, manteco, manteco sabanero, manero, crabo, murisí, marushi, maricas, maricao, muricí, cimarrón, cimarrón, peralejo, peralejo blanco, peralija, tapal, yoco, níspero.